# ریج (گروه موسیقی)
ریج (به انگلیسی: Rage) یک گروه هوی متال آلمانی است که در سال ۱۹۸۴ توسط پیتر «پیوی» واگنر تشکیل شد. آنها بخشی از صحنهٔ هوی/اسپید/پاور متال آلمان بودند که در اوایل تا اواسط دههٔ ۱۹۸۰ ظهور کردند و به عنوان یکی از به اصطلاح «چهار بزرگ» پاور متال کشور، همراه با گروه‌های گریو دیگر، هلووین و رانینگ وایلد شناخته می‌شوند.
ریج در سال ۱۹۸۴ با نام اونجر (به انگلیسی: Avenger) تشکیل شد. پس از انتشار اولین آلبوم خود به نام Prayers of Steel و آلبوم چندآهنگه Depraved to Black در سال ۱۹۸۵، گروه نام خود را به ریج تغییر داد زیرا گروه دیگری در انگلستان وجود داشت که به همین نام مشترک بود. ۱۷ نوازنده در طول سال‌ها بخشی از ریج بوده‌اند که موفق‌ترین ترکیب، مربوط به دوره‌ای است که اکنون به عنوان سال‌های پناهگاه (نام پناهگاه برگرفته از یکی از شناخته شده‌ترین آهنگ ریج به انگلیسی: Refuge) شناخته می‌شود. این ترکیب شامل مانی اشمیت و کریس افتیمیادیس بود. دومین ترکیب قابل توجه، ترکیبی بود که با مایک ترانا و ویکتور اسمولسکی تشکیل شد.
در طی سال‌ها، ریج خود را به‌عنوان یک گروه بسیار موفق و پیشگام صحنهٔ پاور متال، از جمله عناصر موسیقی پراگرسیو متال و موسیقی کلاسیک، تثبیت کرد. در سال ۱۹۹۶، ریج یکی از اولین گروه‌های متال بود که آلبومی را با یک ارکستر سمفونیک کامل با عنوان Lingua Mortis نوشت و ضبط کرد.
ریج در ۳۰ سال گذشته ۲۷ آلبوم منتشر کرده است (در مجموع بیش از ۵۰ نسخه شامل دی وی دی، آلبوم چندآهنگه و سیستم ویدئوی خانگی). ریج یک موفقیت بین‌المللی قابل توجه با فروش بیش از پنج میلیون آلبوم، بیش از ۴۰ اثر در چارت‌های موسیقی داشته است.

## تاریخچه

### از اونجر تا ریج (۱۹۸۶–۱۹۸۴)
ریج در سال ۱۹۸۴ در هرنه آلمان زمانی شروع شد که پیوی واگنر (بیس و خواننده)، همراه با درامر یورگ مایکل و گیتاریست یوخن شرودر، برای اولین بار با نام «اونجر» (Avenger) گرد هم آمدند. پس از ورود اولین آلبوم آنها Prayers of Steel که در سال ۱۹۸۴ توسط ناشر موسیقی Wishbone Records ضبط و منتشر شد، و به دنبال آن یک آلبوم چندآهنگه Depraved to Black در اوت ۱۹۸۵، اونجر نام خود را تغییر داد و به ریج تبدیل شد، و با ناشر موسیقی نویز رکوردز یک قرارداد ضبط را برای اولین آلبوم پرآهنگ رسمی آنها، Reign of Fear، در ۱۲ مه ۱۹۸۶ منتشر کردند.

### سال‌های نویز (۱۹۹۴–۱۹۸۶)
در ۱۱ مه ۱۹۸۷ آنها آلبوم Execution Guaranteed را تحت عنوان نویز رکوردز منتشر کردند. در همان سال آنها اولین کلیپ رسمی خود را با نام «Down by Law» منتشر کردند که در آن ترکیب جدید با مانی اشمیت و کریس افتیمیادیس معرفی شد. با این ترکیب جدید در سال ۱۹۸۸، آلبوم Perfect Man منتشر شد که برای تک‌آهنگ «Don't Fear the Winter»، به یک موفقیت در صحنه تبدیل شد. ریج با گروه‌های رانینگ وایلد،U.D.O، موتورهد و ساکسون تور خود را آغاز کرد. در سال ۱۹۸۹ ریج، آلبوم Secrets in a Weird World را منتشر کرد که با تک آهنگ «Invisible Horizons» که یکی از برجسته‌ترین کارهای گروه بود، در جدول نمودارها قرار گرفت.
اوایل دههٔ ۱۹۹۰، با آلبوم ۱۹۹۲ آنها Trapped!‎ موفقیت بین‌المللی خود را نشان دادند و به چارت‌ها در سراسر جهان رسیدند. در نتیجه، گروه اولین تور بزرگ خود را در ژاپن اجرا کرد. موفقیت آنها در سال ۱۹۹۳ با انتشار The Missing Link تکرار شد. این آلبوم به یکی از موفق‌ترین و تاثیرگذارترین آلبوم‌های این دوره تبدیل شد.
در اوایل سال ۱۹۹۴، گیتاریست مانی اشمیت گروه را ترک کرد و پیوی واگنر با سون فیشر و برادر کریس افتیمیادیس، اسپیروس، گروه جدیدی را تشکیل داد.

### سال‌های با دو گیتاریست (۱۹۹۹–۱۹۹۴)
پس از تغییر در ترکیب آنها، در سال ۱۹۹۴ ریج به ضبط آلبوم ده سالهٔ خود به نام 10Years in Rage ادامه داد که آخرین آلبوم منتشر شده توسط نویز رکوردز بود و به خوبی توسط رسانه‌ها تبلیغ نشد. ریج در همان سال با ناشر جدید Gun Records قرارداد امضا کرد و آلبوم موفقیت‌آمیز Black in Mind را منتشر کرد و پس از آن یک تور جهانی و چندین فهرست در سراسر جهان ثبت شد. به‌خصوص در ژاپن و اروپا، این آلبوم گروه را به سطح متفاوت و بسیار بالاتری رساند و هنوز هم به عنوان یک اثر کلاسیک از این ژانر دیده می‌شود. چندین گروه به‌طور همزمان Gun Records را در آن سال ترک کرده بودند.
آلبوم Lingua Mortis که در سال ۱۹۹۶ ضبط شد، اولین آلبومی بود که در آن یک گروه متال با یک ارکستر سمفونیک کلاسیک همکاری کرد. مطالب آنها برای اولین بار به صورت زنده در اواخر تابستان ۱۹۹۶ در کوف‌اشتاین اتریش اجرا شد. پس از آن، ریج و ارکستر، تور کریسمس را آغاز کردند و چندین جشنوارهٔ اروپایی را اجرا کردند.
همچنین در سال ۱۹۹۶، آنها یکی از موفق‌ترین آلبوم‌های حرفه‌ای خود را به نام End of All Days راه‌اندازی کردند و آهنگ «Higher than the Sky» به یکی از اصلی‌ترین برنامه‌های زندهٔ شان تبدیل شد.
در مارس ۱۹۹۸ ریج سیزدهمین آلبوم خود XIII را منتشر کرد که شامل ارکستر Lingua Mortis بود و موفقیت قابل توجهی در نمودارها داشت. XIII در کتاب ۵۰۰ آلبوم برتر راک و متال تمام دوران مجلهٔ Rock Hard رتبهٔ ۲۷۲ را به خود اختصاص داد.
پس از آلبوم XIII، در سال ۱۹۹۹، ریج به همکاری با ارکستر Lingua Mortis برای آلبوم بعدی آنها Ghosts ادامه داد. اندکی قبل از انتشار آلبوم، گروه تغییرات عمده‌ای در ترکیب ایجاد کرد. پیوی واگنر یک بار دیگر ریج را اصلاح کرد و اعضای سابق، گروه پاپ Sub7even را تشکیل دادند.

### سال‌های هزاره (۲۰۱۵–۱۹۹۹)
پیوی اعضای جدید ویکتور اسمولسکی را در گیتار و مایک ترانا را در درام به خدمت گرفت. این سه نفر ابتدا در جشنوارهٔ وکن اوپن ایر در اوت ۱۹۹۹ اجرا کردند و آلبوم Welcome to the Other Side را در سال ۲۰۰۱ منتشر کردند. در دو سال بعد، آلبوم‌های Unity و Soundchaser با استقبال مثبت منتقدان، منتشر شد. ریج با گروه Primal Fear در سال ۲۰۰۲ و هلووین در سال ۲۰۰۳ تور برگزار کرد. بیستمین سالگرد گروه در سال ۲۰۰۴ توسط تور From the Cradle to the Stage جشن گرفته شد، جایی که نمایش در بوخوم ضبط و با همین نام در سی دی و دی وی دی در سال ۲۰۰۵ منتشر شد.

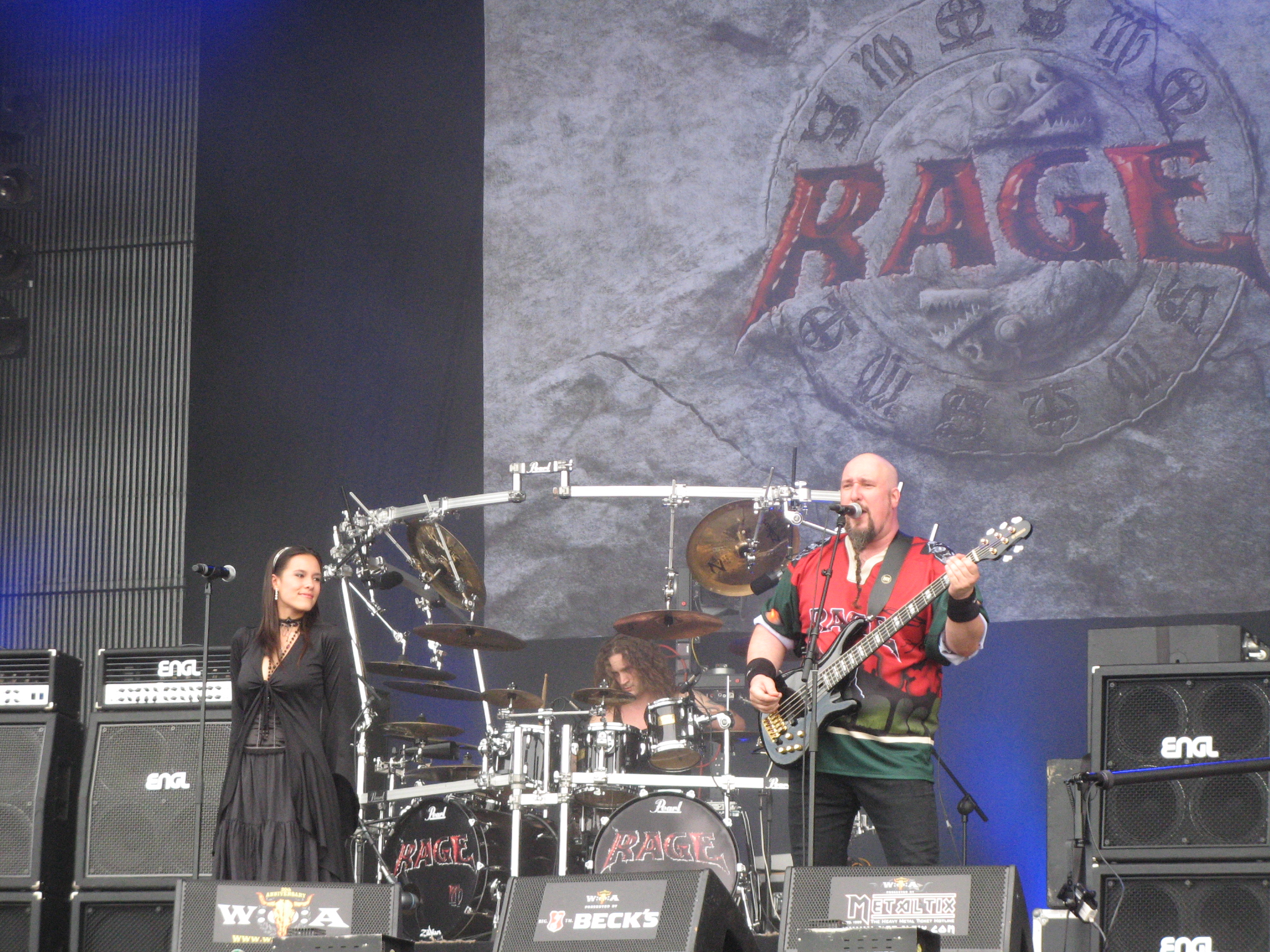
ریج در جشنوارهٔ وکن اوپن ایر ۲۰۰۹

در سال ۲۰۰۶، ریج دوباره با یک ارکستر سمفونیک، این بار از مینسک، بلاروس، به نام «Lingua Mortis Orchestra» را اجرا کرد که در آلبوم بعدی خود Speak of the Dead اجرا شد. این آخرین آلبوم با مایک ترانا در درام بود. در ۱ ژانویه ۲۰۰۷ اعلام شد که درامر جدید آندره هیلگرز، درامر سابق اکسیس خواهد بود. او قبلاً در آلبوم بیستمین سالگرد Into the Light از نوکلیر بلست که آهنگسازی، تهیه کنندگی و عمدتاً نواخته شده توسط ویکتور بود، و اشعار آن توسط پیوی نوشته شده بود، حضور داشت.
در سال ۲۰۰۷، گروه با ارکستر در سراسر اروپا تور برگزار کرد و اجرای آنها در وکن اوپن ایر در ماه اوت در مقابل ۸۰۰۰۰ طرفدار برای یک دی وی دی ضبط شد تا به عنوان جایزه در آلبوم بعدی آنها گنجانده شود. آلبوم Carved in Stone در ۲۲ فوریه ۲۰۰۸ منتشر شد. در سال ۲۰۰۹، گروه در مسابقهٔ آهنگ Bundesvision ۲۰۰۹ در ۱۳ فوریه، که توسط اشتفان راب (مجری مجموعه تلویزیونی) میزبانی شد، بازی کرد و در آنجا به مقام سوم رسیدند. آهنگ شرکت کنندهٔ آنها «هرگز تسلیم نشو» (به آلمانی: Gib dich nie auf) در یک آلبوم چندآهنگه منتشر شد. آن سال همچنین مناسبتی برای تور بیست و پنجمین سالگرد گروه بود، و اجرا در وکن اوپن ایر آنها، همراه با نوازندگان مهمان مانند هانسی کورش، در یک دی وی دی جایزهٔ آلبوم Strings to a Web در سال ۲۰۱۱ منتشر شد.
ریج در اکتبر ۲۰۱۱ وارد استودیو شد تا ضبط بیست و یکمین آلبوم خود را با نام مناسب ۲۱ برای انتشار در اوایل سال ۲۰۱۲ آغاز کند. دو سال بعد، برای ۳۰ سالگی گروه، آلبوم The Soundchaser Archives منتشر شد که شامل آهنگ‌های کمیاب و دمو از ۳۰ سال گذشتهٔ گروه بود. یک تور سالگرد در کل سال اجرا شد و در ژانویه ۲۰۱۵ با آخرین نمایش آنها در صوفیه به پایان رسید.
در ۴ فوریه ۲۰۱۵، پیوی واگنر اعلام کرد که هیچ همکاری دیگری با ویکتور اسمولسکی و آندره هیلگرز وجود نخواهد داشت. در همین حال، پیوی ارتباط خود را با اعضای سابق گروه خود یعنی مانی اشمیت و کریستوس افتیمیادیس تجدید کرد و یک کنسرت مخفیانه در زادگاه پیوی با نام مستعار Tres Hombres اجرا کرد. پس از این موفقیت، آنها تصمیم گرفتند دوباره با هم به عنوان Refuge بازی کنند و چندین تاریخ جشنواره را برای سال ۲۰۱۵ تأیید کردند.

### سال‌های کنونی (۲۰۱۵–اکنون)
ترکیب جدید در ۱۸ ژوئن ۲۰۱۵ با حضور گیتاریست مارکوس رودریگز (از گروه Soundchaser) و درامر واسیلیوس «لاکی» مانیاتوپولوس (خواننده و نوازندهٔ سازهای کوبه‌ای گروه Tri State Corner و همچنین یک تکنسین سابق درام و شاگرد کریس افتیمیادیس) اعلام شد. پس از آلبوم چندآهنگه My Way در ژانویه ۲۰۱۶، آلبوم آنها، The Devil Strikes Again، در ۱۰ ژوئن ۲۰۱۶ منتشر شد. یک تور برای پایان سال برنامه‌ریزی شده بود و پس از آن در ۲۸ ژوئیه ۲۰۱۷ آلبوم دیگری به نام Seasons of the Black منتشر شد. تور بعدی در ژانویه ۲۰۱۸ با گروه Firewind به‌عنوان مهمان ویژه برگزار شد.
بیست و پنجمین آلبوم استودیویی، Wings of Rage در آوریل ۲۰۱۹ اعلام شد و در ژانویه ۲۰۲۰ منتشر شد. در ۶ مه ۲۰۲۰ مارکوس رودریگز گروه را به دلایل شخصی و خصوصی ترک کرد و استفان وبر (سابق گروه اکسیس) و ژان بورمان (Angelinc) جایگزین شدند.
بیست و ششمین آلبوم استودیویی ریج، Resurrection Day در ۱۷ سپتامبر ۲۰۲۱ منتشر شد. در ۲۴ ژوئیه ۲۰۲۳ اعلام شد که وبر به دلیل مسائل شخصی به وقفه نامحدود حضور در گروه ادامه می‌دهد و گروه به عنوان گروه سه نفره به کار خود ادامه خواهد داد.
بیست و هفتمین آلبوم استودیویی ریج، Afterlifelines در ۲۹ مارس ۲۰۲۴ منتشر شد. این آلبوم همچنین به عنوان اولین آلبوم در تاریخ آنها به عنوان یک آلبوم دوگانه شناخته می‌شود.

## اعضای گروه

### اعضای کنونی
- پیوی واگنر – بیس، خوانندهٔ اصلی (۱۹۸۴–اکنون)
- واسیلیوس «لاکی» مانیاتوپولوس – درام، همخوان (۲۰۱۵–اکنون)
- ژان بورمن – گیتار، همخوان (۲۰۲۰–اکنون)
- استفان وبر – گیتار (۲۰۲۰–اکنون، وقفه از سال ۲۰۲۳)

### اعضای سابق
- یوخن شرودر – گیتار لید (۱۹۸۷–۱۹۸۴، درگذشته ۲۰۲۱)
- آلف مایراتکن – گیتار ریتم (۱۹۸۴)
- توماس گرونینگ – گیتار ریتم (۱۹۸۶–۱۹۸۵)
- یورگ مایکل – درامز (۱۹۸۷–۱۹۸۴)
- رودی گراف – گیتار ریتم (۱۹۸۷–۱۹۸۶)
- مانی اشمیت - گیتار لید (۱۹۹۴–۱۹۸۷)
- کریس افتیمیادیس – درامز (۱۹۹۹–۱۹۸۷)
- سون فیشر – گیتار ریتم (۱۹۹۹–۱۹۹۳)
- اسپیروس افتیمیادیس – گیتار لید (۱۹۹۹–۱۹۹۴)
- ویکتور اسمولسکی – گیتار، کیبورد (۲۰۱۵–۱۹۹۹)
- مایک ترانا – درام (۲۰۰۷–۱۹۹۹)
- آندره هیلگرز – درام (۲۰۱۵–۲۰۰۷)
- مارکوس رودریگز – گیتار، همخوان (۲۰۲۰–۲۰۱۵)

## آلبوم‌ها

### آلبوم‌های استودیویی
- Prayers of Steel (as Avenger) (1985)
- Reign of Fear (1986)
- Execution Guaranteed (1987)
- Perfect Man (1988)
- Secrets in a Weird World (1989)
- Reflections of a Shadow (1990)
- Trapped! (1992)
- The Missing Link (1993)
- 10 Years in Rage (1994)
- Black in Mind (1995)
- Lingua Mortis (1996)
- End of All Days (1996)
- XIII (1998)
- Ghosts (1999)
- Welcome to the Other Side (2001)
- Unity (2002)
- Soundchaser (2003)
- Speak of the Dead (2006)
- Carved in Stone (2008)
- Strings to a Web (2010)
- 21 (2012)
- The Devil Strikes Again (2016)
- Seasons of the Black (2017)
- Wings of Rage (2020)[10]
- Resurrection Day (2021)[11]
- Afterlifelines (2024)

### آلبوم‌های چندآهنگه
- Depraved to Black (as Avenger) (1985)
- Invisible Horizons (1989)
- Extended Power (1991)
- Beyond the Wall (1992)
- Refuge (Japan) (1994)
- Higher than the Sky (1996)
- Live from the Vault (1997)
- In Vain - Rage in Acoustic (1998)
- Gib dich nie auf / Never Give Up (2009)
- My Way (2016)
- Spreading the Plague (2022)

### آلبوم‌های زنده
- Power of Metal (1994)
- From the Cradle to the Stage (2004)
- Full Moon in St. Petersburg (2007)
- Live in Tokyo (2012)

### آلبوم‌های تلفیقی
- The Best from the Noise Years (1998)
- Best of – All G.U.N. Years (2001)
- The Soundchaser Archives (2014)

### کلکسیون جعبه‌ای
- The Lingua Mortis Trilogy (The Classic Collection) (2002)
- The Refuge Years (2015)

### ویدیوگرافی
- The Video Link (1994)
- Metal Meets Classic Live (2001)
- From the Cradle to the Stage (2004)
- Full Moon in St. Petersburg (2007)
- Live at Wacken '09 (2009)